# جنگ روسیه و عثمانی (۱۶۸۶–۱۷۰۰)
جنگ روسیه و عثمانی (۱۶۸۶–۱۷۰۰)، دومین جنگ روسیه با امپراتوری عثمانی در تاریخ و بخشی از تلاش مشترک اروپا برای مقابله با قوای عثمانی بود که به عنوان جنگ بزرگ عثمانی شناخته می‌شود. این پس از پیوستن روسیه تزاری به ائتلاف ضدعثمانی اروپایی میان دولت‌های امپراتوری مقدس روم، مشترک‌المنافع لهستان-لیتوانی و جمهوری ونیز در سال ۱۶۸۶ آغاز شد؛ پس از آن که لهستان و لیتوانی موافقت کردند که تصرفات روسیه در کی‌یف و کرانه باختری اوکراین را به رسمیت بشناسند.

## پیش‌زمینه

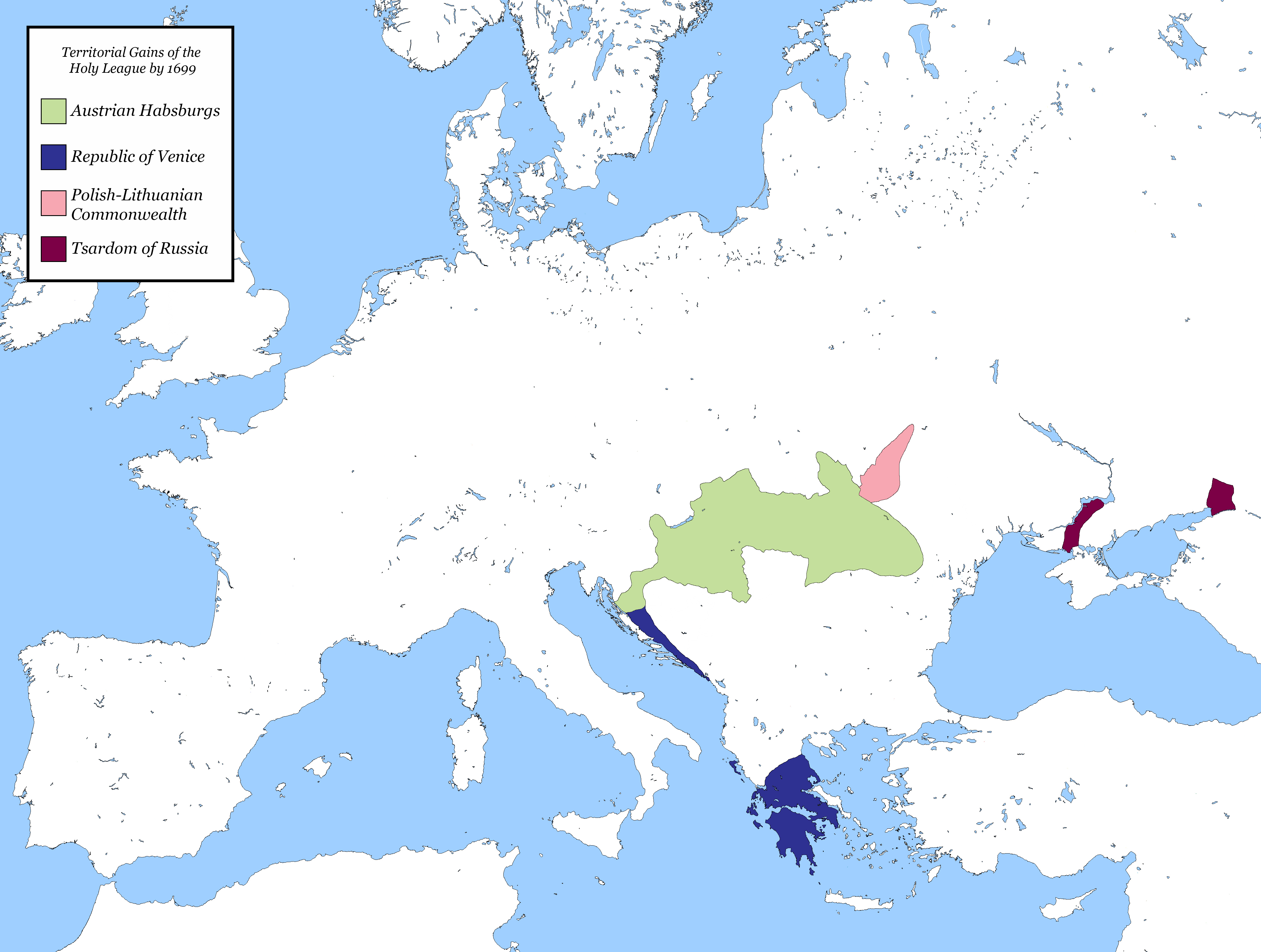
سرزمین‌هایی که اعضای اتحاد مقدس در جریان جنگ بزرگ عثمانی تا سال ۱۶۹۹ تصرف کردند.

در سال ۱۶۸۶ میلادی کشورهای اروپایی امپراتوری مقدس روم، مشترک‌المنافع لهستان–لیتوانی و جمهوری ونیز به دنبال عقب‌راندن قوای امپراتوری عثمانی یک اتحاد موسوم به «اتحاد مقدس» تشکیل دادند. دولت روسیه تزاری نیز پس از امضای پیمان صلح ابدی با لهستان در سال همان سال، در ازای به رسمیت شناختن تصرفاتش در کی‌یف و کرانه باختری اوکراین از سوی لهستان و لیتوانی، به عضویت ائتلاف ضدعثمانی در آمد که عثمانیان را پس از شکست‌شان در محاصره وین در سال ۱۶۸۳، بیشتر به سمت جنوب عقب راند. نتیجه اصلی جنگ بزرگ عثمانی فتح بیشتر مجارستان توسط اتریش از تسلط ترکان بود. نقش روسیه در این اتحاد، تضعیف قوای عثمانی با شکست خانات کریمه بود؛ اما با گذشت ۱۴ سال از شروع جنگ، به آغازی بر گسترش نفوذ و فتوحات روسیه در کریمه و دریای سیاه مبدل شد.

## نبردها
نخستین لشکرکشی‌های روسیه در این جنگ تنها یک سال پس از پوستن به اتحاد مقدس و در زمان حکومت سوفیا آلکسیونا آغاز شد. در سال‌های ۱۶۸۷ و ۱۶۸۹ ارتش روسیه لشکرکشی‌های کریمه (۱۶۸۷–۱۶۸۹) را به فرماندهی واسیلی گلیتسین سازماندهی کرد که در سال ۱۶۸۷ با سپاهی ۱۵۰ هزار نفره و دو سال بعد، با ۱۱۲ هزار سرباز به سوی کریمه تاخت. اما به دلایل ضعف در برنامه‌ریزی و تدارکات هر دو لشکرکشی به عقب‌نشینی‌هایی فاجعه‌بار ختم شدند؛ تا جایی که ارکان حکومت سوفیا را سست کردند. جنگ با عثمانیان در دوره پتر یکم با لشکرکشی‌های آزوف از سر گرفته شد. سومین لشکرکشی روسیه در سال ۱۶۹۵ با سپاهی ۱۵۱ هزار نفره به فرماندهی فرانتس لفور و بوریس شرمتف انجام شد که علیرغم مقاومت سرسختانه و تلفات سنگین، محاصره آزوف ناموفق بود. اما در چهارمین لشکرکشی که ارتش ۱۴۵ هزار نفری روسیه با قوای دریایی نیز پشتیبانی می‌شد، در نهایت شهر سقوط کرد.

## پیمان صلح

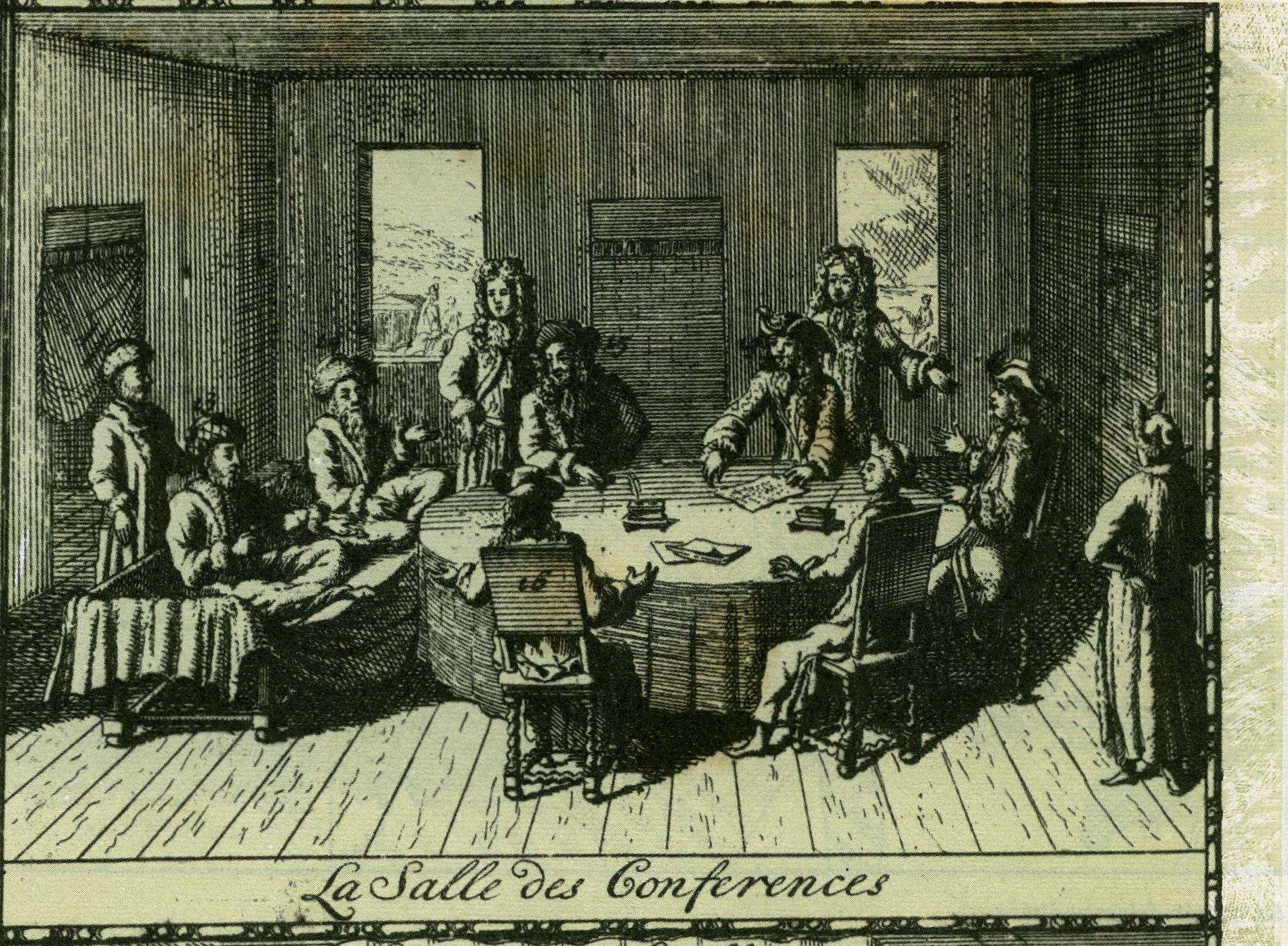
نگاره‌ای از مجلس امضای پیمان کارلویتس که پایان اتحاد مقدس بود

پتر یکم در پرتو آمادگی برای جنگ علیه امپراتوری سوئد، پیمان کارلویتس را با امپراتوری عثمانی در سال ۱۶۹۹ امضا کرد. معاهده بعدی یعنی پیمان‌نامه استانبول، در سال ۱۷۰۰ نوشته شد. مطابق این معاهده شهرهای آزوف، تاگانروگ، ماریوپل و میوس به روسیه تزاری واگذار شد و دولت روسیه از پرداخت خراج مبری شد. همچنین نخستین سفارت روسیه در استانبول تأسیس شد و بازگشت همه اسیران جنگی را تضمین گشت. تزار پیتر همچنین ضمانت کرد که مردم تابع او یعنی کازاک‌ها، به قلمرو عثمانی حمله نخواهند کرد و در مقابل، سلطان عثمانی نیز ضمانت کرد که تاتارهای کریمه که تابع عثمانی بودند، به روسیه حمله نخواهند کرد. اگرچه روسیه تزاری از این معاهده صلح بهره‌مند شد، اما این با برنامه‌های اولیه تزار مطابقت نداشت؛ زیرا تا تابستان ۱۶۹۵ پتر کبیر به شدت امیدوار بود که کریمه را تصرف کند، اما فروپاشی دیپلماتیک اتحاد مقدس مانع از این امر شد و روس‌ها خود را محدود به دستاوردهای این قرارداد کردند. ازجمله تصرف منطقه آزوف که تا حدی خواسته‌های آنها را برآورده کرد.